# Евсеев, Михаил Михайлович
Михаил Михайлович Евсеев (11 января 1973, Москва) — советский и российский футболист, защитник. Сыграл более 400 матчей на профессиональном уровне, в том числе более 260 — в составе ижевского «Газовика-Газпрома».

## Биография
Воспитанник футбольной школы московского «Локомотива». В 1990—1991 годах выступал за вторую команду московского «Динамо», в 1991 году дебютировал в её составе во второй лиге СССР.
В ходе сезона 1991 года вернулся в «Локомотив». В его составе дебютировал в высшей лиге СССР 9 сентября 1991 года в игре против московского «Спартака», вышел на замену на 59-й минуте вместо Александра Смирнова. Всего за основной состав железнодорожников сыграл в 1991—1992 годах девять матчей в высших лигах СССР и России, во всех из них выходил на замены или был заменён, также провёл три матча за клуб в Кубках СССР и России. За дубль «красно-зелёных» сыграл в 1992—1993 годах 70 матчей и забил 4 гола во второй лиге России.
11 марта 1992 года сыграл неофициальный матч за сборную клубов России (по большей части составленную из игроков «Локомотива») против сборной Мексики.
С 1994 года на протяжении восьми сезонов подряд выступал за ижевский «Газовик-Газпром». Победитель зонального турнира второй лиги 1995 года. В конце карьеры играл также за клубы «Иртыш» (Омск), «Динамо» (Киров), «Лобня-Алла», а также в Ижевске за «Динамо», и ещё дважды возвращался в «Газовик-Газпром». В общей сложности за «Газовик-Газпром» сыграл 264 матча в первенствах страны, а за все клубы — 412 матчей.
В 2007—2008 годах работал администратором клуба «МВД России». Затем стал работать детским тренером в ЦДЮС (Мытищи). Окончил Московский государственный областной университет.